# Treuenbrietzen
Treuenbrietzen is een gemeente in de Duitse deelstaat Brandenburg, gelegen in de Landkreis Potsdam-Mittelmark. De stad telt 7.423 inwoners.

## Stadsindeling
Volgens de versie d.d. 30 september 2024 van de Hauptsatzung (hoofdgemeenteverordening) van de stad Treuenbrietzen bestaat deze uit de volgende 12 stadsdelen:
- Stadsgebied van Treuenbrietzen,  incl. de Gemeindeteile Lüdendorf en Tiefenbrunnen;
- Elf Ortsteile, te weten:
  - Bardenitz, incl. de Gemeindeteile Klausdorf en Pechüle; 6 km O (ten oosten van de stadskern)
  - Brachwitz, 6 km N
  - Dietersdorf, 6 km ZW
  - Feldheim, incl. het Gemeindeteil Schwabeck; 7 km ZZW
  - Frohnsdorf, 6 km ZO
  - Lobbese, incl. de Gemeindeteile Pflügkuff en Zeuden; 3 km W van Marzahna
  - Lühsdorf, 8 km NO
  - Marzahna, incl. het Gemeindeteil Schmögelsdorf; 10 km ZW
  - Niebel, 7 km NO
  - Niebelhorst, 6 km NO
  - Rietz, incl. de Gemeindeteile Neu-Rietz, Rietz-Ausbau en Rietz-Bucht; 5 km ZW.

Al deze Ortsteile zijn plattelandsdorpen met minder dan 500 inwoners.

## Geografie, infrastructuur
Treuenbrietzen heeft een oppervlakte van 212 km² en ligt in het oosten van Duitsland. Direct ten zuiden van Treuenbrietzen ligt het door eindmorenes uit de beide laatste ijstijden gekenmerkte gebied Fläming. Niet ver van Treuenbrietzen ligt de grens met de deelstaat Saksen-Anhalt.

### Naburige gemeenten
Treuenbrietzen ligt ruim 30 km ten noordoosten van Lutherstadt Wittenberg, bijna 30 km ten zuidoosten van Potsdam en ongeveer 20 km ten noordwesten van  Jüterbog.
Aangrenzende gemeentes zijn o.a.:
- Niedergörsdorf in de Landkreis Teltow-Fläming, in het oosten
- Felgentreu, gem. Nuthe-Urstromtal, in de Landkreis Teltow-Fläming, ten oosten van Bardenitz
- Beelitz, in het noorden
- Linthe, in het noordwesten
- Mühlenfließ en ten zuiden daarvan Niemegk, in het westen
- Boßdorf en ten oosten daarvan Kropstädt, gemeente Lutherstadt Wittenberg, Saksen-Anhalt, in het zuiden

### Verkeer en vervoer

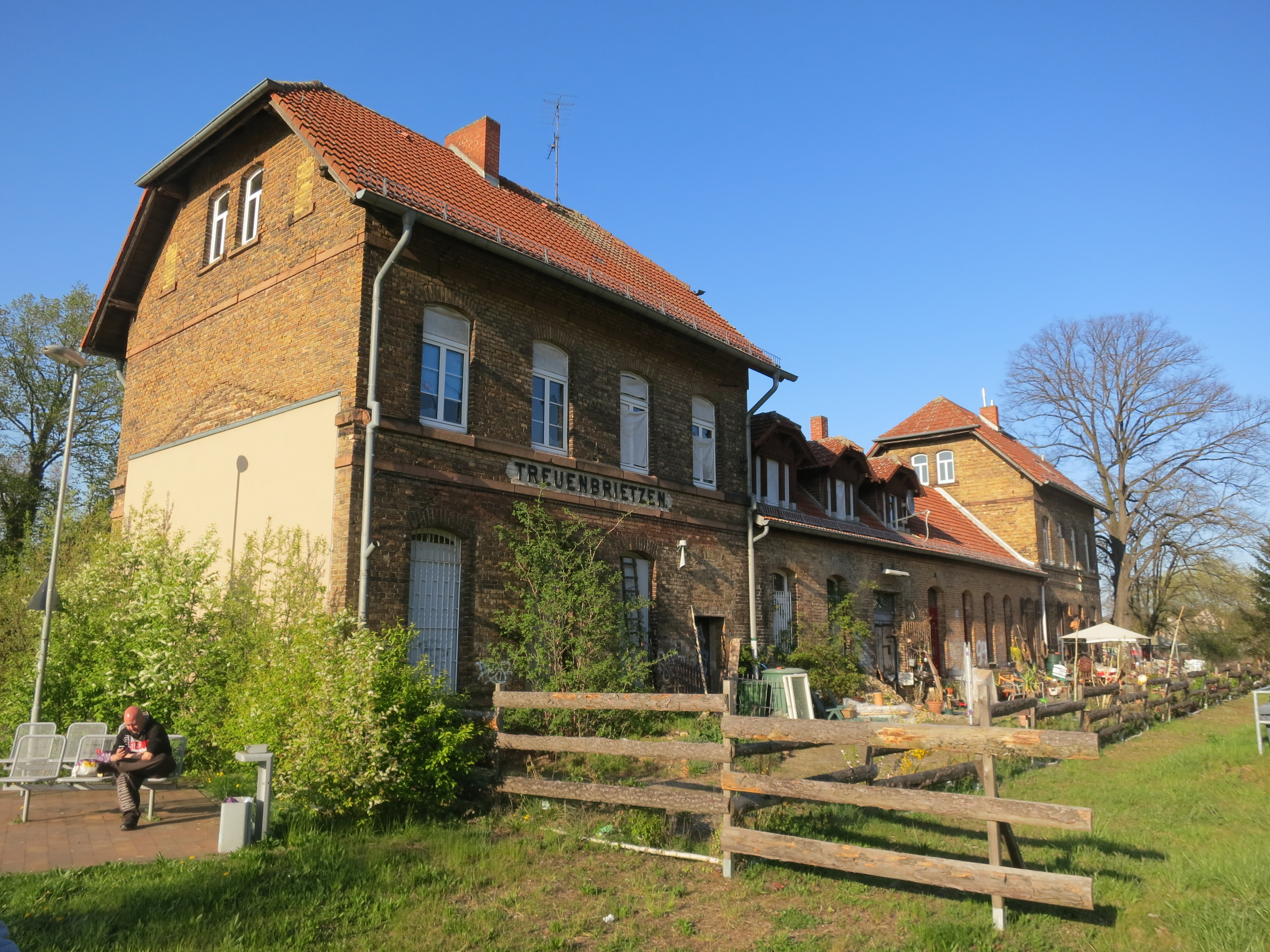
Stationsgebouw (foto uit 2016)

In Treuenbrietzen kruisen twee belangrijke verkeerswegen elkaar. Dit zijn de Bundesstraße 102 (Bad Belzig - Niemegk - Jüterbog) en de Bundesstraße 2 (Wittenberg - Potsdam). De dichtstbijzijnde Autobahn is de A 9, afrit 4 aan een klein weggetje te Linthe, 9 km ten noordwesten, en afrit 5 aan de B 102 bij Niemegk, 13 km ten westen van Treuenbrietzen.
Treuenbrietzen heeft sinds 1894 een station aan de Umgehungsbahn (Potsdam-Jüterbog), 28 km ten zuiden van Potsdam en 20 km ten noorden van Jüterbog. Aan deze zelfde lijn ligt nog, ruim 2 km zuidelijker, bij het ziekenhuis, de spoorweghalte Treuenbrietzen-Süd. Beide stopplaatsen worden één maal per uur bediend door stoptreinen op deze lijn. De van deze lijn te Treuenbrietzen aftakkende spoorlijn Neustadt - Treuenbrietzen wordt niet meer gebruikt.

## Geschiedenis, economie

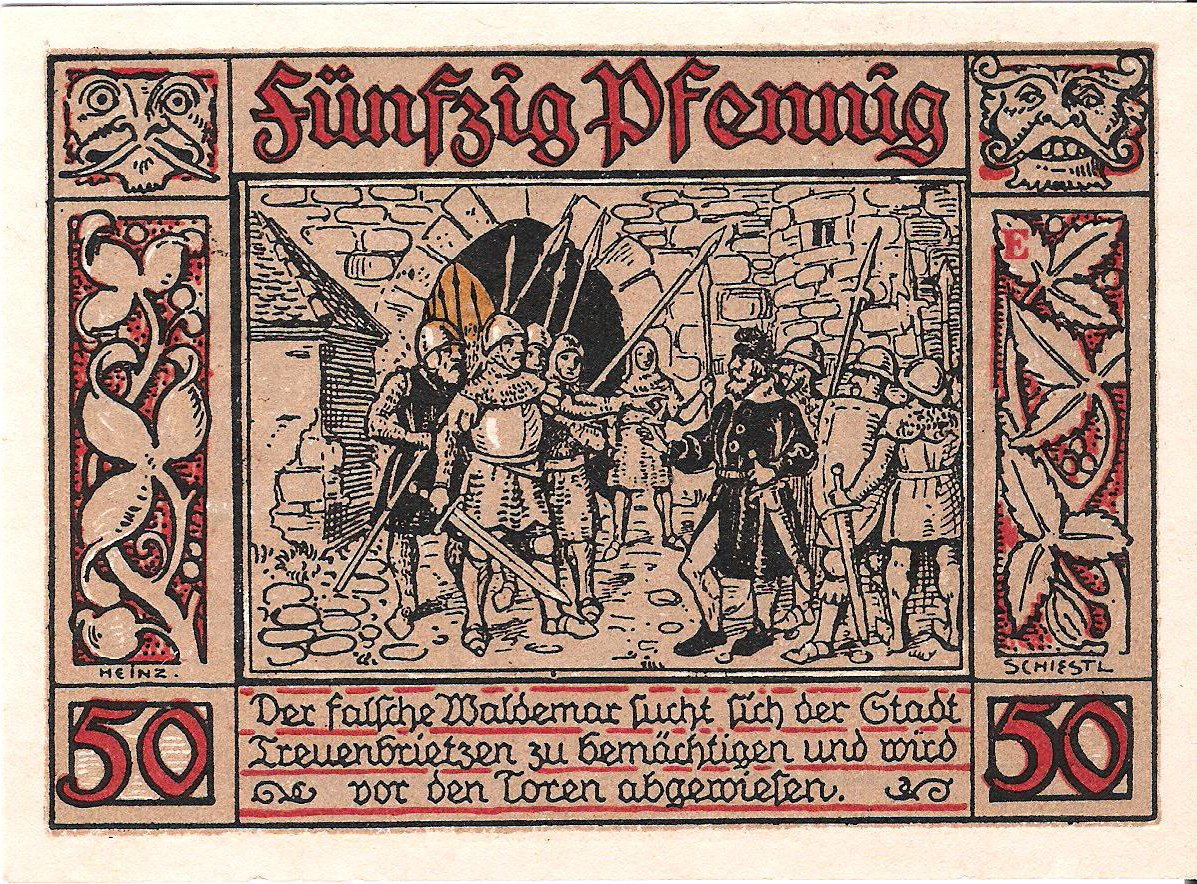
Noodgeld 1921: De valse Waldemar probeert de stad Treuenbrietzen te bemachtigen en wordt voor de poorten teruggestuurd.
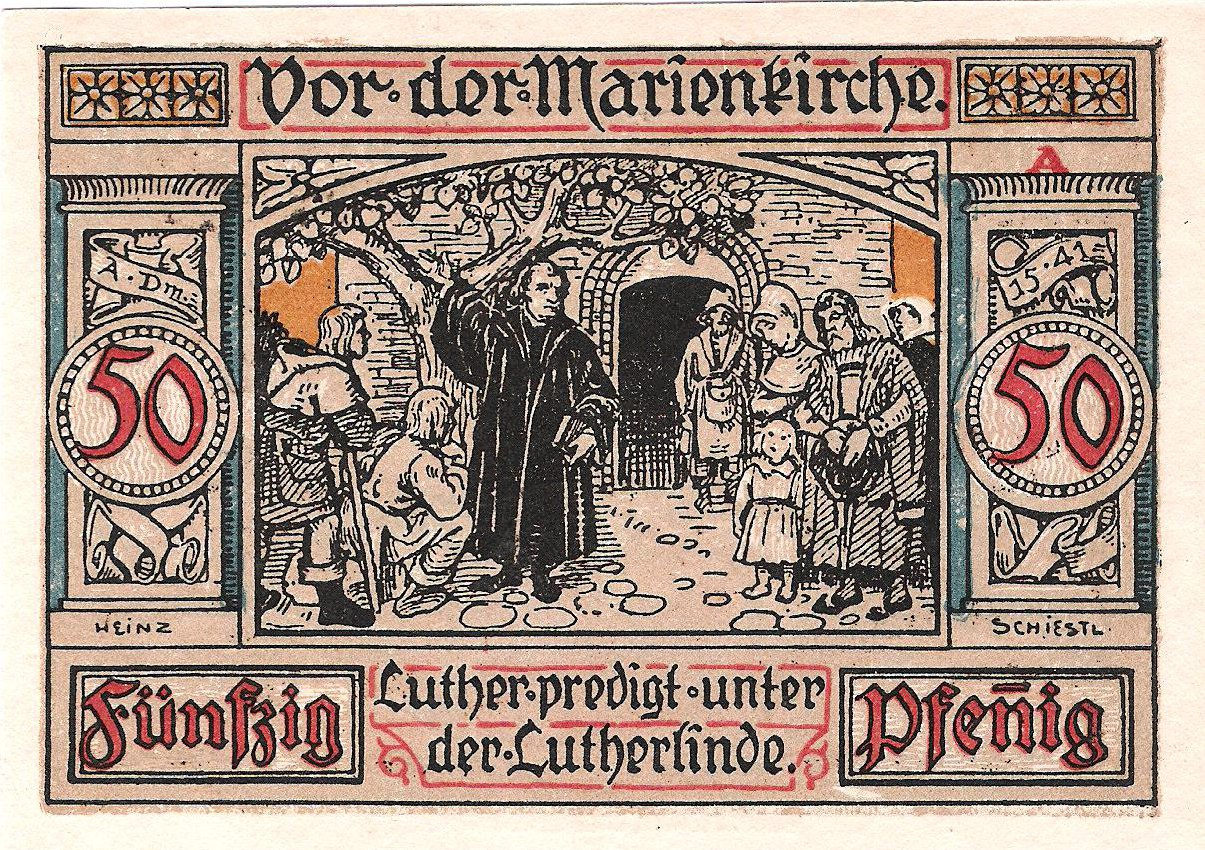
Noodgeld 1921: Maarten Luther predikt de protestantse leer in 1537, omdat hij het kerkgebouw zelf niet in mocht, onder de Lutherlinde vóór de Mariakerk in Treuenbrietzen.
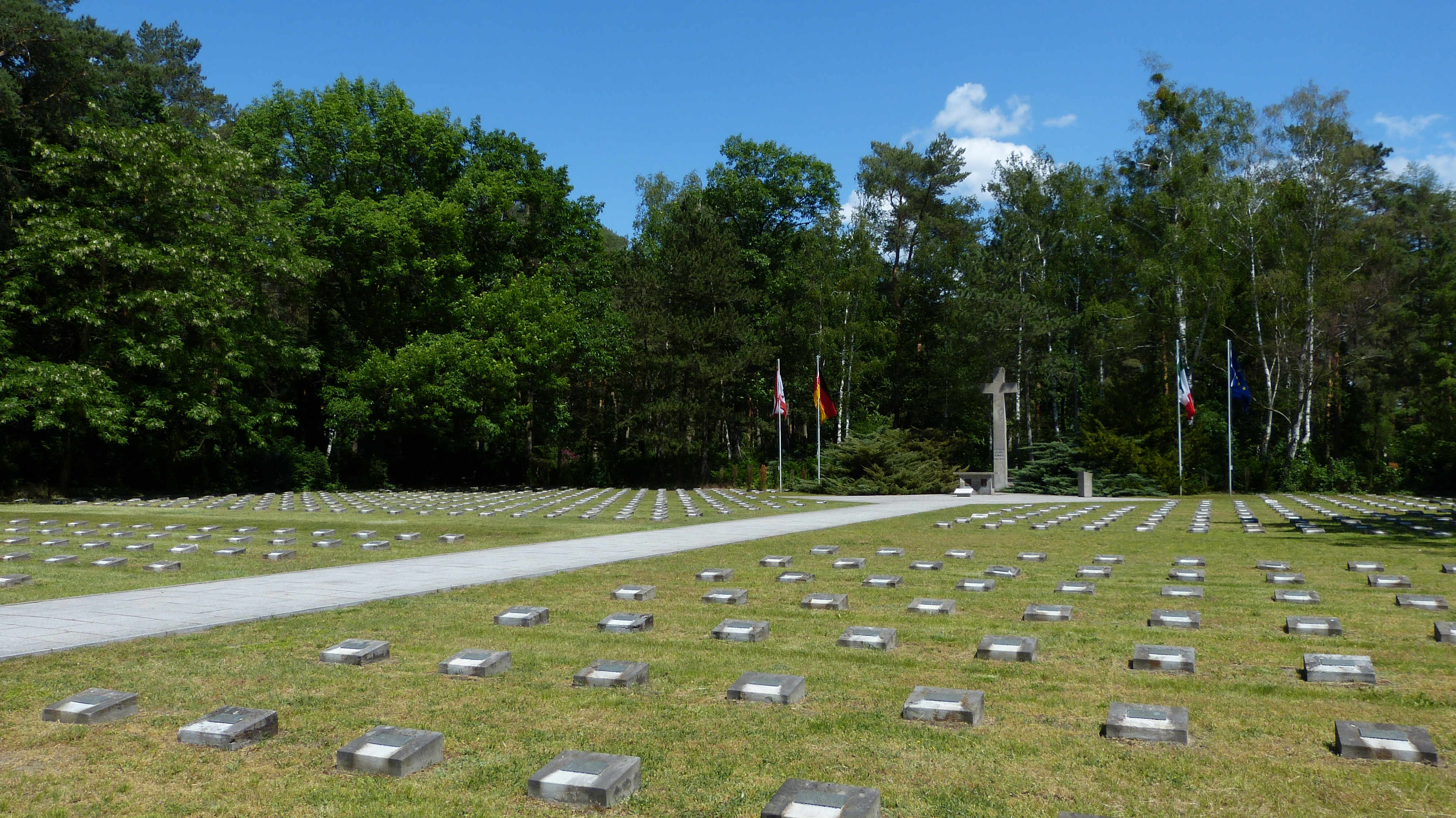
Italiaans oorlogskerkhof (127 slachtoffers massamoord bij Treuenbrietzen)
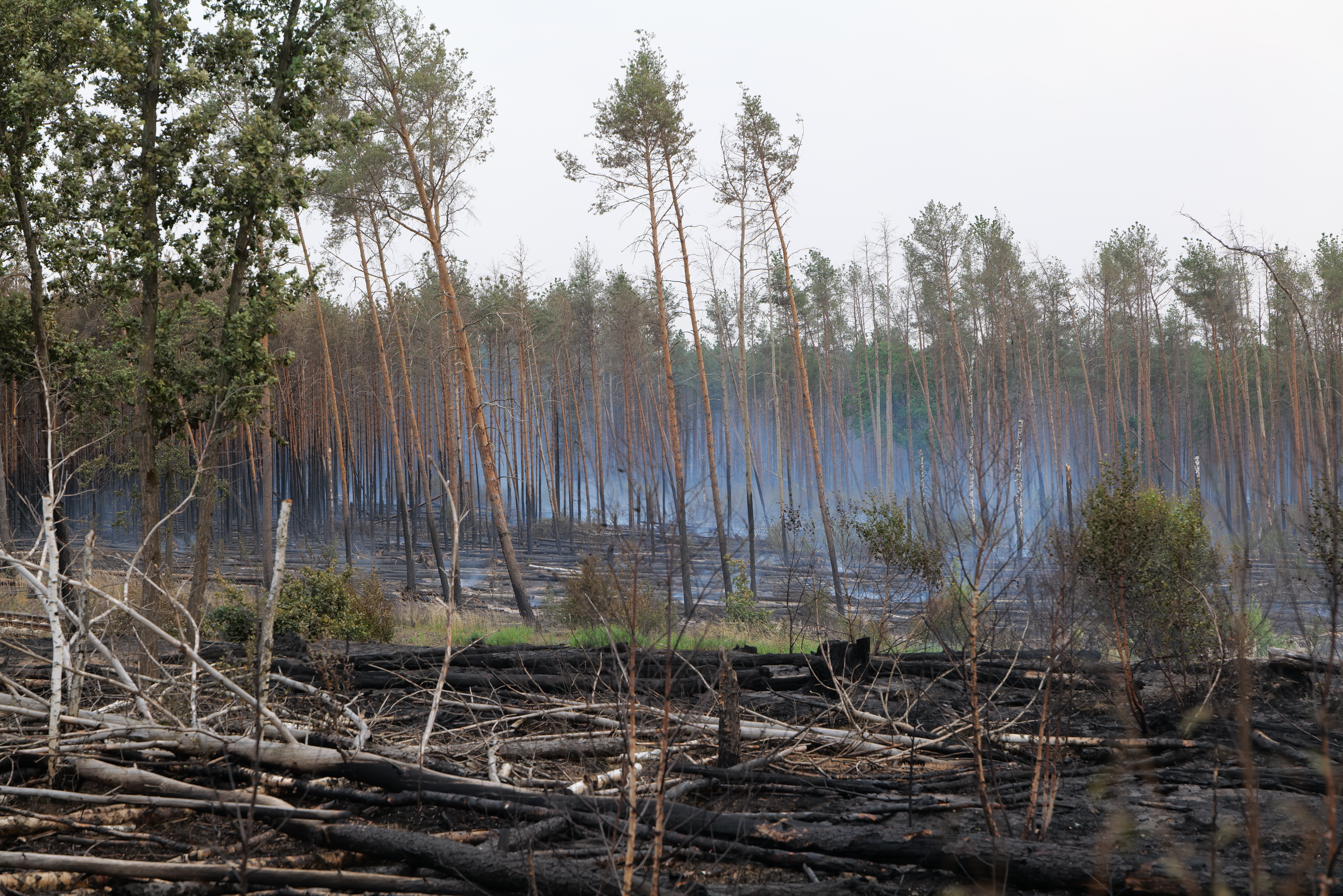
Dennenbos bij Treuenbrietzen na de bosbrand op 19 juni 2022

In 1208 wordt de plaats voor het eerst in een document vermeld, en wel als de vermoedelijk van origine Slavische nederzetting Brezena (breza= berk).  Ook de omliggende dorpen zijn in veel gevallen van Slavische oorsprong, wat uit de plaatsnamen kan worden afgeleid. Zo komt de naam Rietz van Polabisch recica, riviertje.
In 1290 wordt melding gemaakt van de civitas (stad) Brietzen; kort daarna werd de plaats ommuurd. Brietzen, later Treuenbrietzen, lag vanaf de 13e eeuw tot aan de Napoleontische Tijd vrijwel onafgebroken in de Mark Brandenburg. Bardenitz met Klausdorf en Pechüle hebben in de middeleeuwen tot de bezittingen van het iets verder oostelijk gelegen Klooster Zinna behoord.
In 1349 bleef Brietzen trouw aan zijn rechtmatige heer, Lodewijk V van Beieren uit het Huis Wittelsbach, en heet sedertdien Treuenbrietzen, het trouwe Brietzen. De vorige landheer, Waldemar van Brandenburg, uit het geslacht der Ascaniërs, was in 1319 overleden. Een oude man, vermoedelijk een molenaarsknecht, verscheen in 1348 met een verzonnen verhaal voor de bisschop. Waldemar zou niet gestorven zijn, maar zou zijn overlijden in scène hebben gezet, om incognito een pelgrimage naar het Heilige Land te kunnen ondernemen. De oude man zou Waldemar zelf zijn. De bisschop trapte in het leugenverhaal. Dat leidde ertoe, dat deze valse Waldomar zelfs officieel als markgraaf van Brandenburg werd herbevestigd, en zich overal liet inhuldigen. In feite was hier sprake van een complot, om de door Keizer Karel IV, en ook door een deel van de lage adel en het volk gesteunde Ascaniërs in hun macht te herstellen. Brietzen was één van de zeer weinige steden,  waar men dit verhaal niet geloofde,  en de valse Waldomar werd de stad niet binnengelaten. Lodewijk V was genoodzaakt, een groot deel van zijn rijk met geweld te heroveren. In 1350 was hij hierin geslaagd, en werd door de keizer ook weer als de rechtmatige markgraaf erkend. De valse Waldomar was ontmaskerd  en verjaagd, maar wist vermoedelijk aan vervolging te ontkomen.
Als gevolg van de Reformatie in 1537 ging de bevolking van deze streek massaal over tot de evangelisch-lutherse gezindte. Tot op de huidige dag is, vooral in de kleine dorpjes rondom Treuenbrietzen, verreweg het grootste deel van de christenen deze kerk toegedaan. Ook de hierna vermelde kerkgebouwen in de gemeente zijn, tenzij anders vermeld, evangelisch-luthers.
In de Dertigjarige Oorlog had Treuenbrietzen zeer veel te lijden, mede door een pestepidemie. In 1716 werd het stadje grotendeels door brand verwoest. Ook in 1806 werd Treuenbrietzen geplunderd, nu door Franse troepen van Napoleon. Van ca. 1840 tot ca. 1890 kende het stadje enige textielindustrie (lakenweverijen). Rond 1890 hielden deze ondernemingen door concurrentie uit het naburige Luckenwalde op te bestaan.
Van 1907 tot 1929 bewoonde de bekende chemicus Walther Nernst een landgoed bij Rietz.
In 1927 werd aan de zuidkant van Treuenbrietzen één van de eerste tuberculoseklinieken van Duitsland ingericht. Deze instelling was in de Tweede Wereldoorlog een lazaret, en is tegenwoordig een klein algemeen ziekenhuis, met nog wel een speciale afdeling voor de behandeling van longziekten.
Ten tijde van Adolf Hitlers Derde Rijk volgde een uitbreiding van de stad door de bouw van drie, grotendeels door dwangarbeid draaiend gehouden, munitiefabrieken en arbeiderswoonwijken. Bij de zogeheten Selterhof was in 1943 een krijgsgevangenenkamp ingericht. De munitiefabrieken omvatten mede een Außenlager van concentratiekamp Sachsenhausen. 
Tegen het einde van de Tweede Wereldoorlog, eind april en begin mei 1945, was Treuenbrietzen het toneel van grote wreedheden en hevige gevechten. Op 21 april veroverden troepen van het Rode Leger de stad. Maar de Duitsers, onder wie veel fanatieke, bewapende jongens van de Hitlerjugend, heroverden Treuenbrietzen in de nacht van 22 op 23 april. Op de 23ste, overdag, vermoordden Duitse soldaten ten westen van Treuenbrietzen, bij Nichel, tegenwoordig gemeente Mühlenfließ, 127 Italiaanse krijgsgevangenen, die sedert 1943 dwangarbeid in de munitiefabrieken hadden moeten verrichten. Vier Italianen overleefden dit bloedbad. De vermoorde Italianen werden later bij Berlijn op een oorlogskerkhof begraven. In de middag van 23 april heroverden de Russen Treuenbrietzen, waarbij wel een hoge Russische officier sneuvelde. Hierna dreven de Sovjets een deel van de bevolking naar een bosrand, ten noordoosten van het stadje. De mannen werden van de vrouwen en kinderen gescheiden en het bos in gejaagd, waar de Russische militairen velen van hen doodschoten. Hoeveel slachtoffers zij maakten, is tot op de huidige dag onder historici omstreden; in het algemeen wordt van tussen 30 en 166 geëxecuteerde Treuenbrietzer mannen uitgegaan. Even ten zuiden van het centrum van Treuenbrietzen ligt een gecombineerd oorlogskerkhof (Triftfriedhof), waar verscheidene van deze en van andere slachtoffers van o.a. oorlogshandelingen uit 1945 zijn begraven, ook Russische soldaten.  Pas na de Duitse hereniging in 1990 is serieus geprobeerd, verantwoordelijken voor beide massamoorden te vervolgen, echter door overlijden van betrokkenen, verjaring en door internationaal-rechtelijke formele belemmeringen zonder resultaat.
In de DDR-periode (1949-1990) werden de munitiefabrieken omgezet in nieuwe bedrijven, overwegend in de metaalsector, waaronder een fabriek van aanhangers voor vrachtauto's. Het grootste van deze bedrijven ging in 2001 failliet. De veeteelt, tot op de huidige dag het belangrijkste middel van bestaan in de gemeente, werd in de DDR-periode gestimuleerd door oprichting van enige speciale runderfokkerijen. Anno 2021 is de gemeente Treuenbrietzen economisch van weinig betekenis. De historische binnenstad en de natuurgebieden in de omgeving trekken een beperkt aantal toeristen aan.  
In 2002 en 2003 vonden gemeentelijke herindelingen plaats, waarbij een aantal omliggende, alleen uit kleine dorpjes bestaande gemeentes, bij Treuenbrietzen werden gevoegd. Het in de gemeente liggende dorpje Feldheim streeft er sinds 2010 naar, in het algemeen met succes, om energie-autark te zijn. Er staan talrijke windturbines.
In de omgeving van Treuenbrietzen liggen enkele grote dennenbossen, deels op voormalige militaire oefenterreinen. Deze gebieden werden in augustus 2018 en juni 2022 ten dele verwoest door grote bosbranden. De brandweer werd bij het blussen gehinderd door de aanwezigheid van onontplofte munitie in de grond aldaar.

## Bezienswaardigheden
- De oude binnenstad van Treuenbrietzen bezit enige schilderachtige, oude huizen, overwegend uit de 18e eeuw. De Nieplitz, een zijbeek van de Nuthe, is bij wijze van stadsgracht in het verleden om het centrum heen geleid. Een oude kapel in het stadje huisvest het plaatselijke streekmuseum.
- In Treuenbrietzen en de omliggende dorpjes staan verscheidene middeleeuwse kerkgebouwen, doorgaans met een eenvoudig interieur. Zie onderstaande afbeeldingen. De belangrijkste van deze kerkgebouwen zijn:
  - de Sint-Mariakerk in Treuenbrietzen zelf, in de 13e eeuw gebouwd in een overgangsstijl tussen romaans en gotisch, en omstreeks 1740 gerenoveerd en van een nieuwe inventaris voorzien. Het huidige kerkorgel en altaarstuk dateren ook uit die periode.
  - de rooms-katholieke Sint-Nicolaaskerk, in gotische stijl gebouwd rond 1230. De kerktoren dateert uit 1776.
  - de dorpskerk te Pechüle, met rijk interieur (14e-17e eeuw), oorspronkelijk bedoeld voor, of overgenomen van, de kerk van Klooster Zinna bij Jüterbog.
- Rondom Treuenbrietzen liggen verscheidene natuurgebieden, vaak dennenbossen en beekoevers. Twee kilometer ten oosten van het stadje ligt het 262 hectare grote natuurreservaat (NSG) Zarth[7], met moerasbos, een ven e.d.. In dit ecologisch zeer waardevolle gebied komen o.a. de zwarte ooievaar, de visotter, de Europese moerasschildpad en de kraanvogel voor. Er loopt één wandelpad doorheen.
- Jaarlijks in juni wordt in het centrum een volksfeest met optocht rondom het thema Sabinchen gehouden.

## Afbeeldingen

### Kerkgebouwen

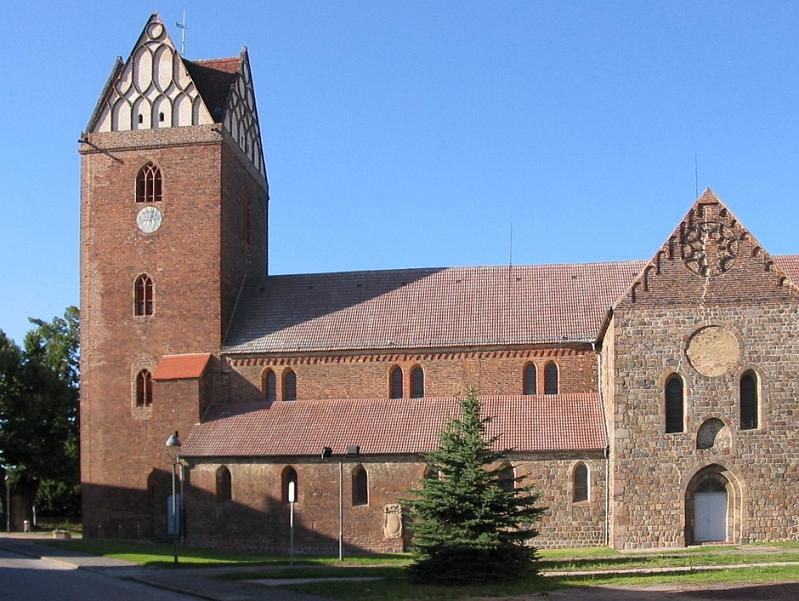
Sint-Mariakerk te Treuenbrietzen (1)
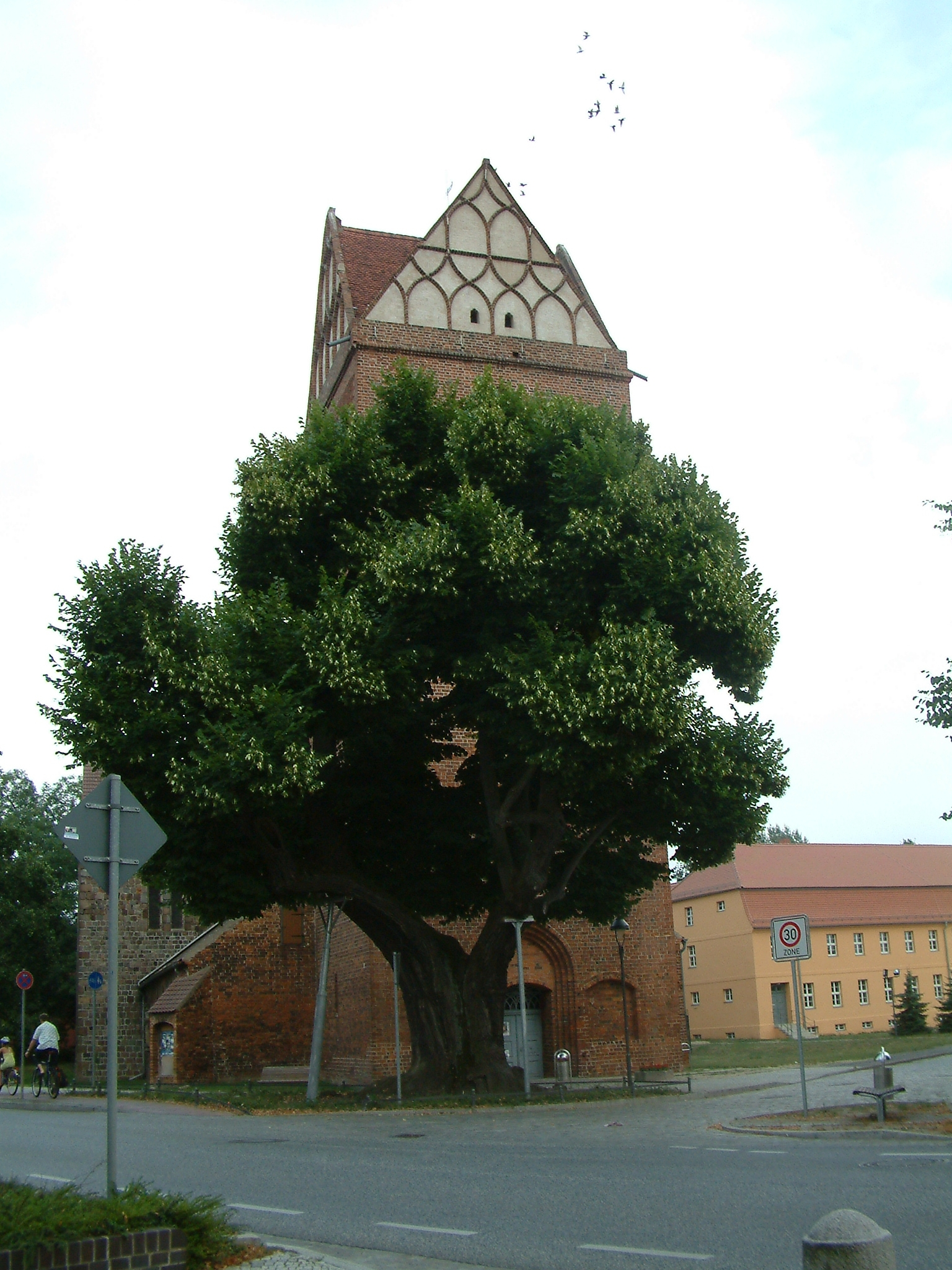
Sint-Mariakerk (2) met  Lutherlinde
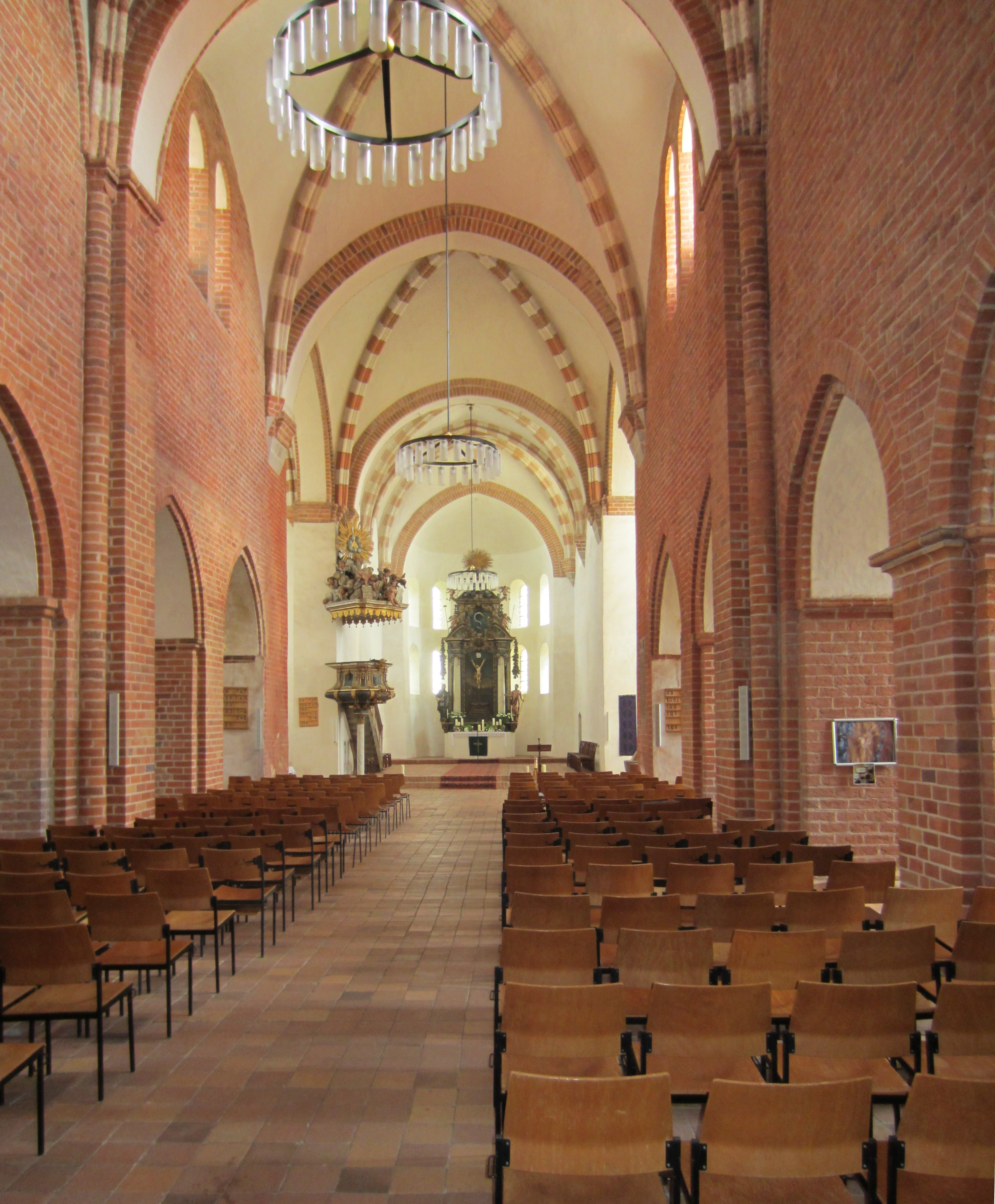
Interieur van dit kerkgebouw
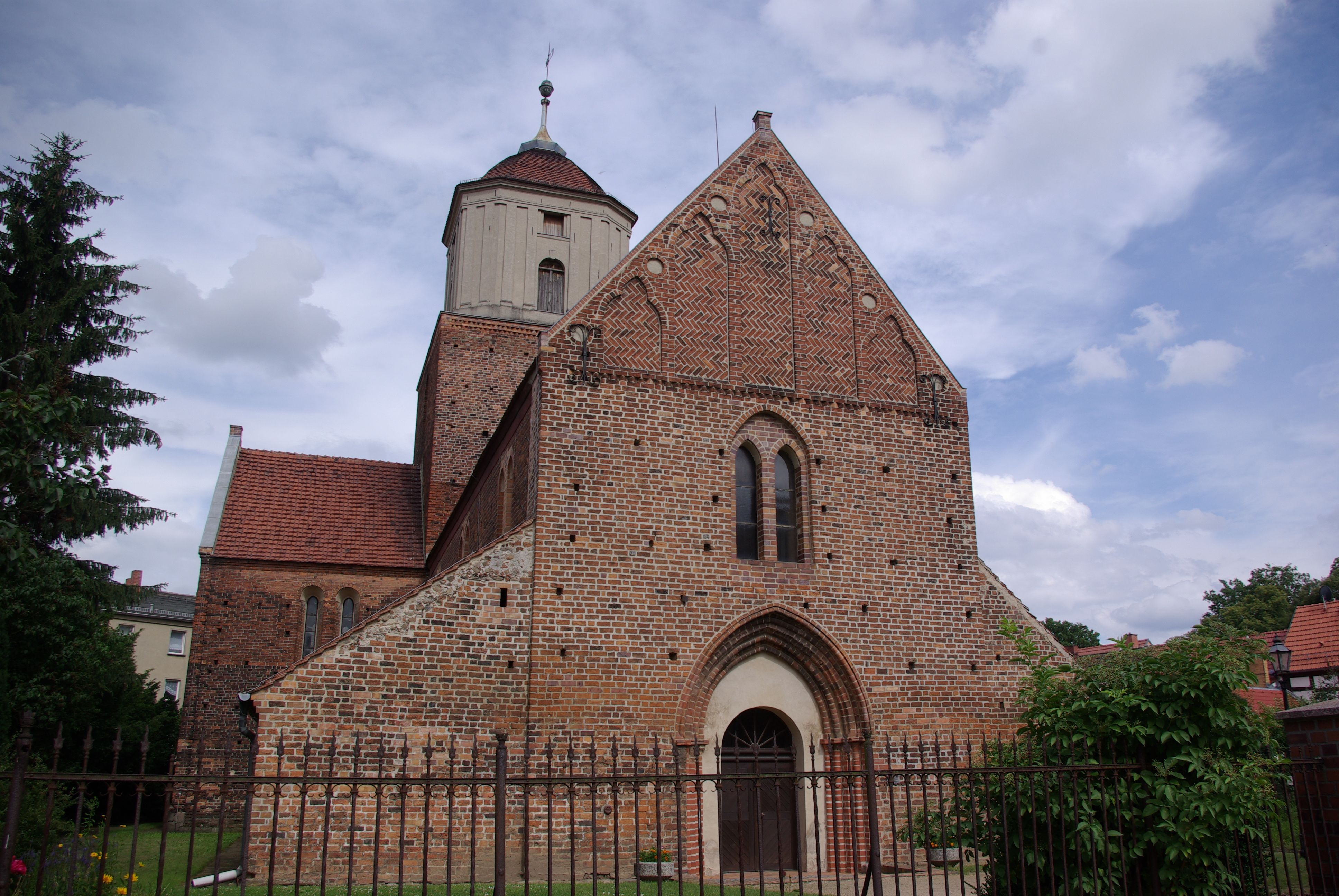
Sint-Nicolaaskerk
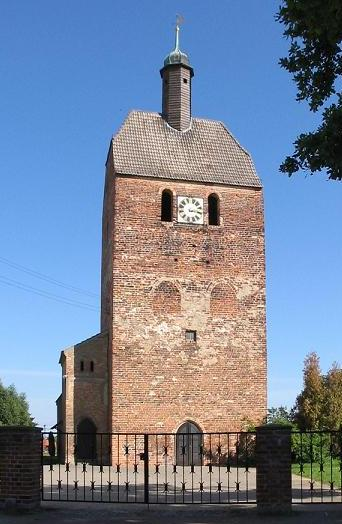
Dorpskerk te Bardenitz (13e eeuw), de enige van baksteen gebouwde kerk in de streek
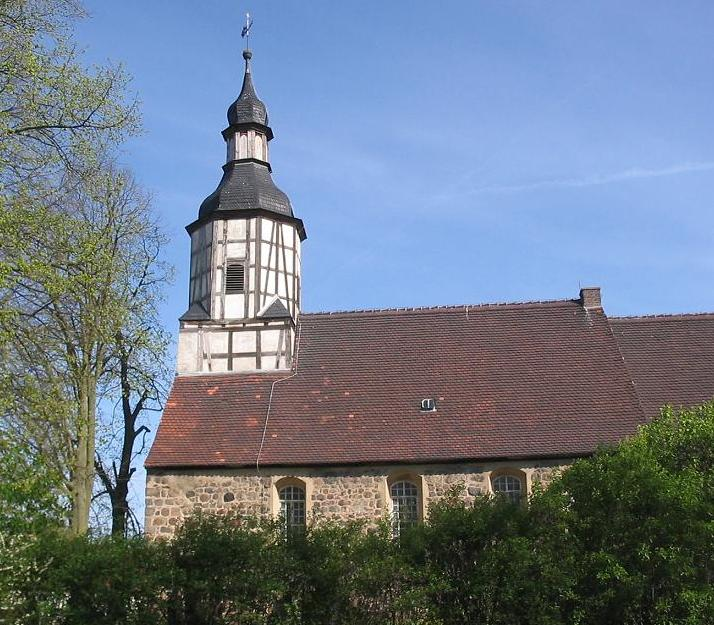
Dorpskerk te Marzahna (1e helft 13e eeuw; torentje en opbouw uit 1798)
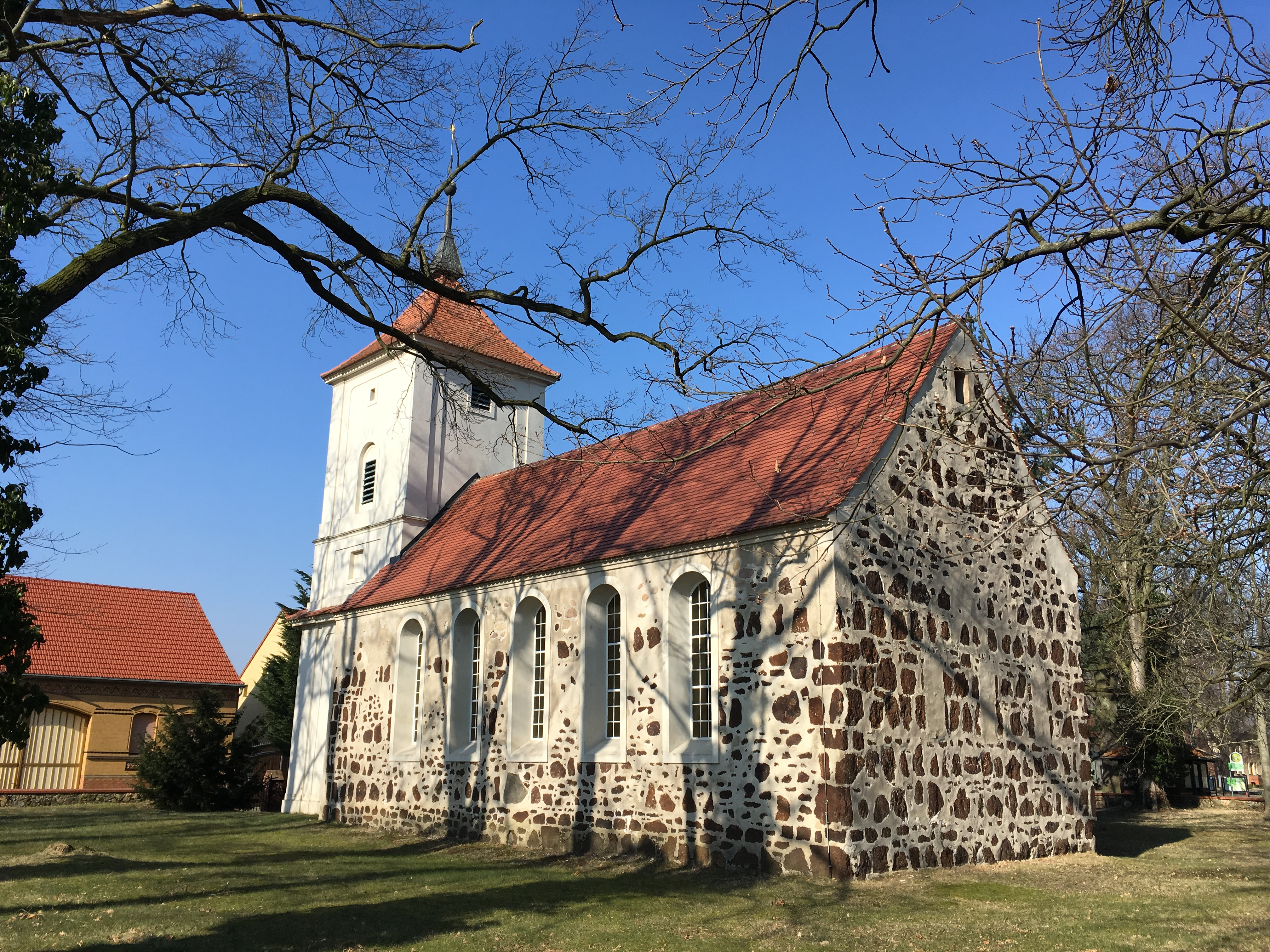
Dorpskerk te Brachwitz (ca. 1300; toren uit 1772)
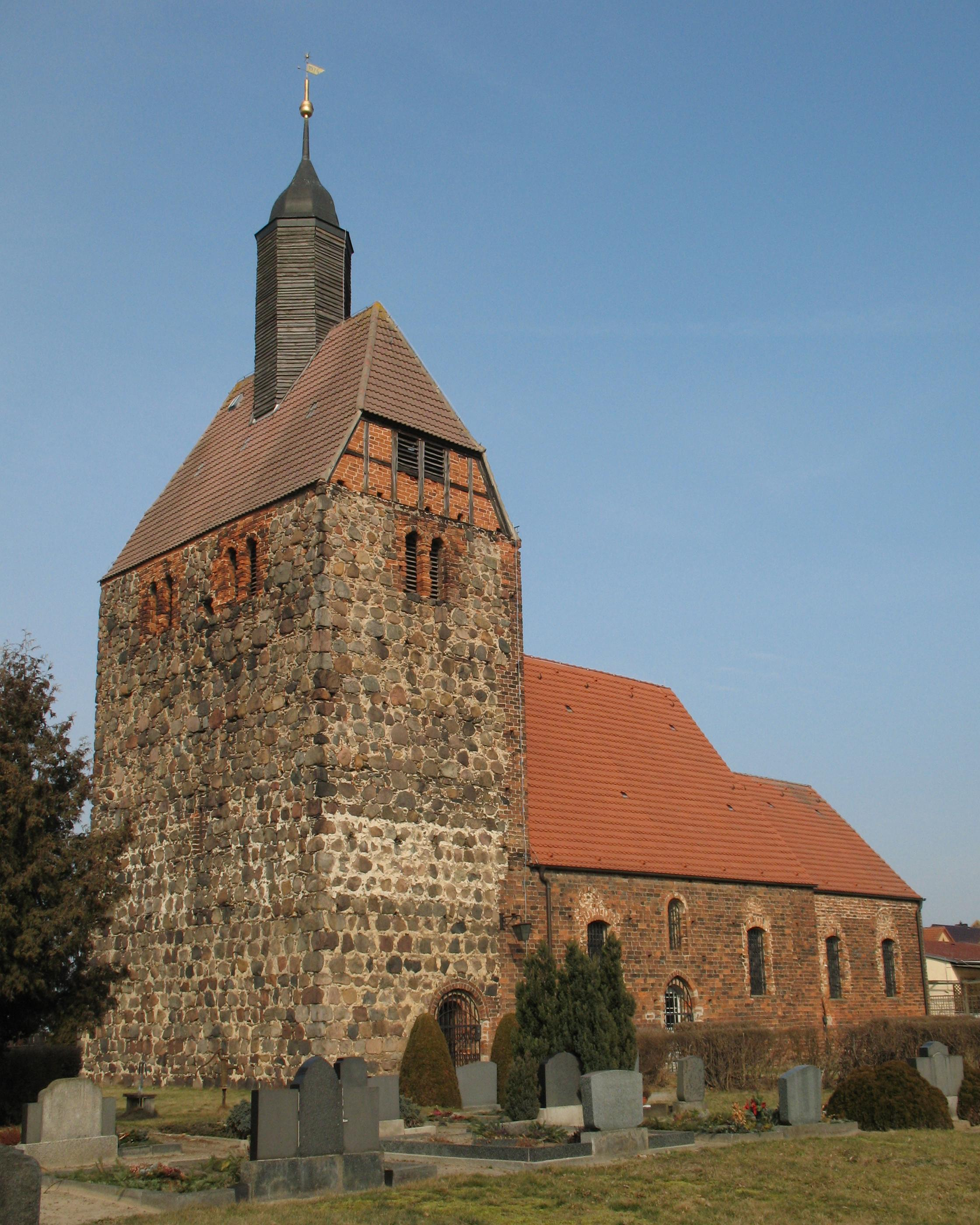
Dorpskerk van Pechüle
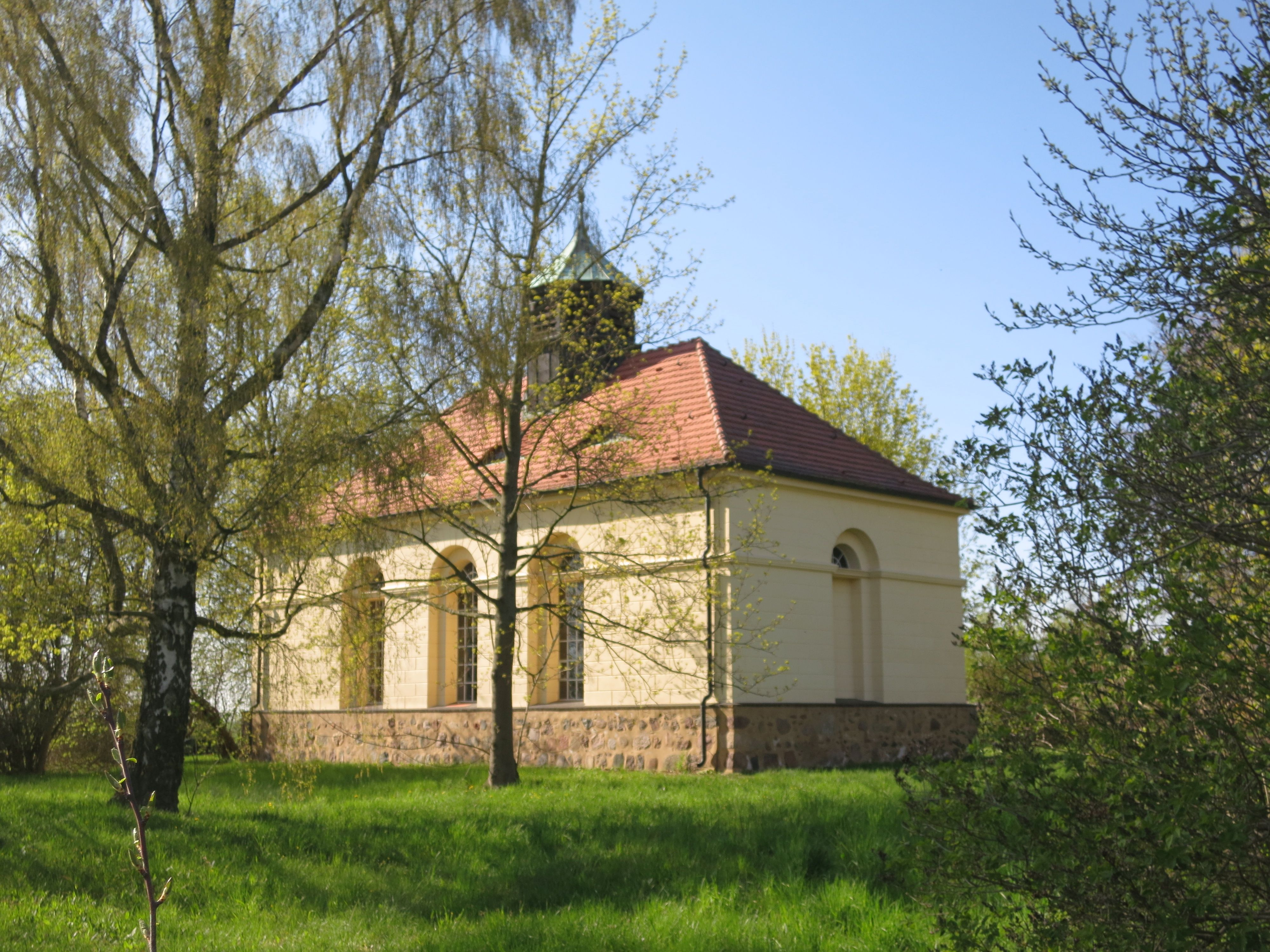
Dorpskerk van Feldheim (1830)
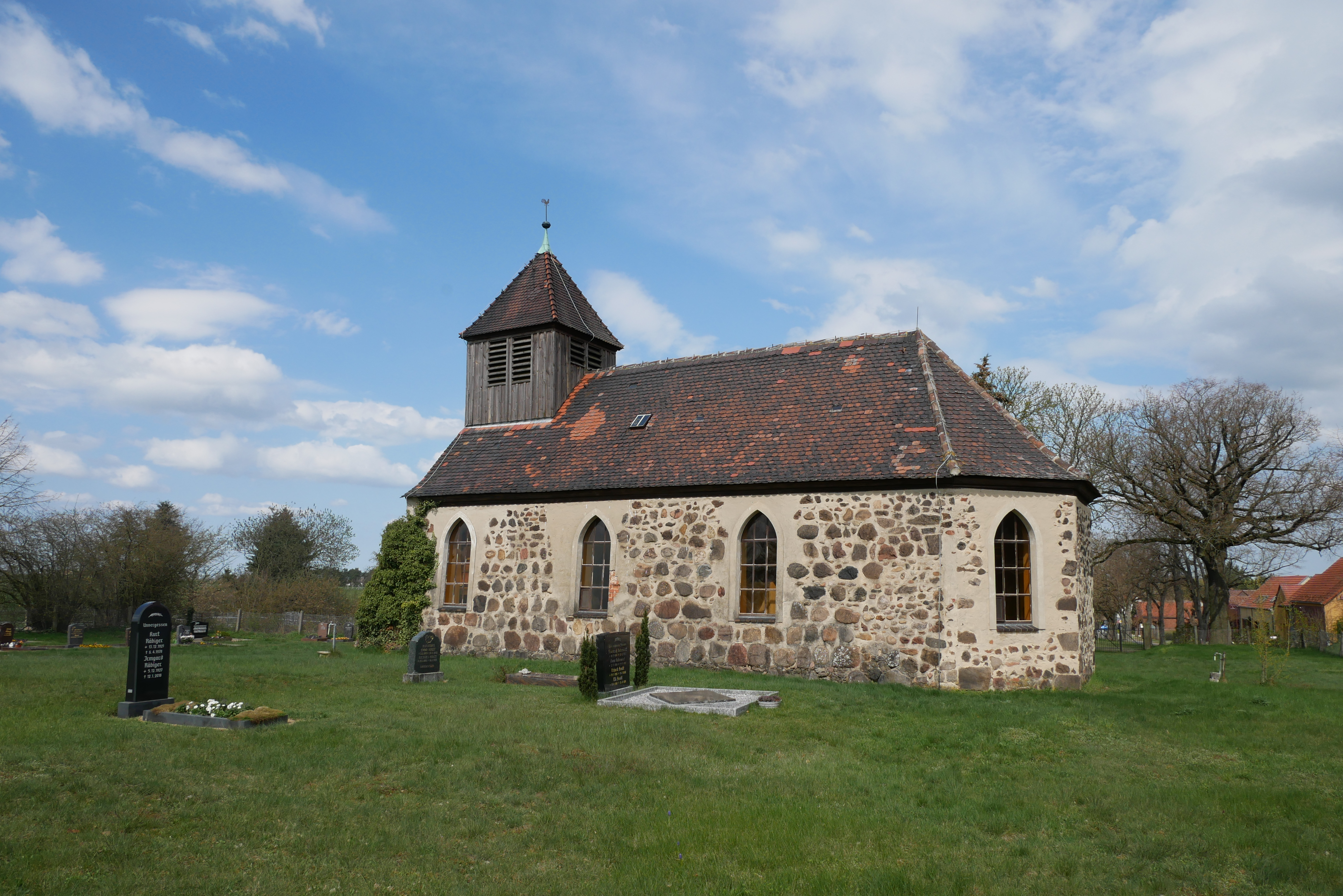
Kerkje te Schwabeck bij Feldheim, gebouwd in de 14e eeuw
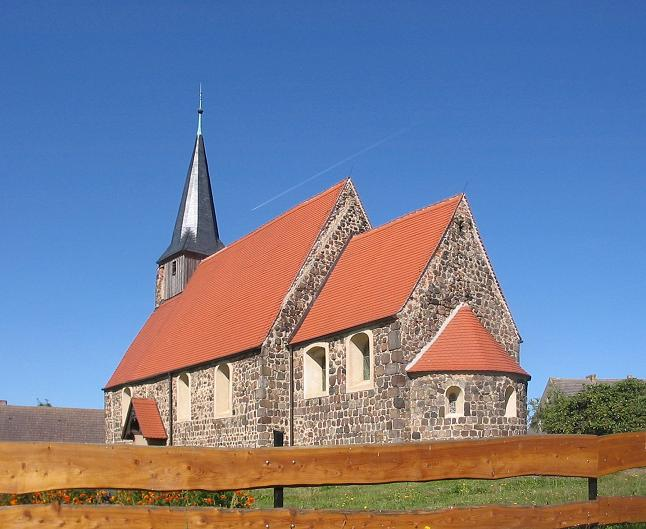
Dorpskerk van Lobbese (romaans; gebouwd omstreeks 1200)
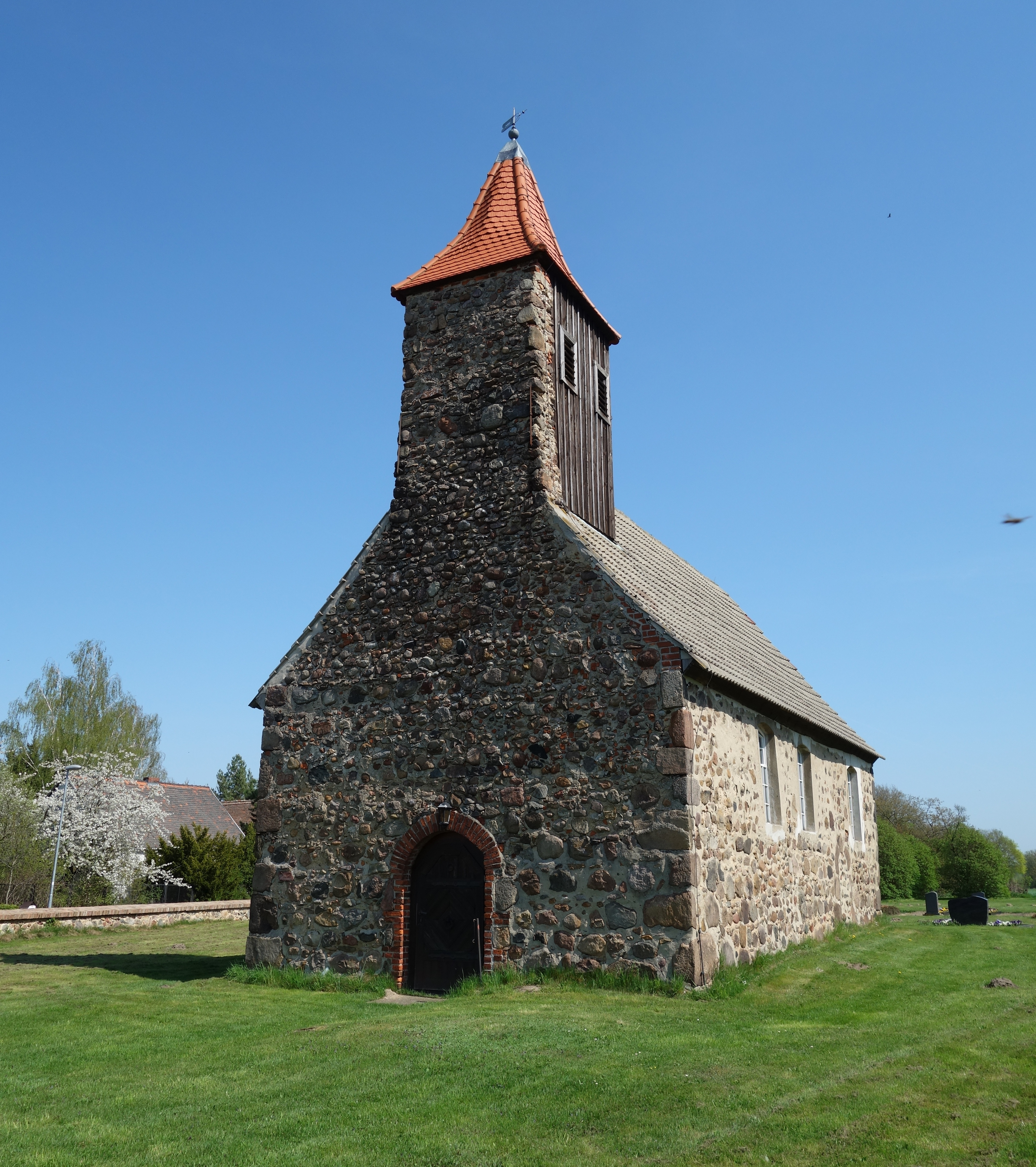
Dorpskerkje van Pflügkuff bij Lobbese, vermoedelijk 14e-eeuws
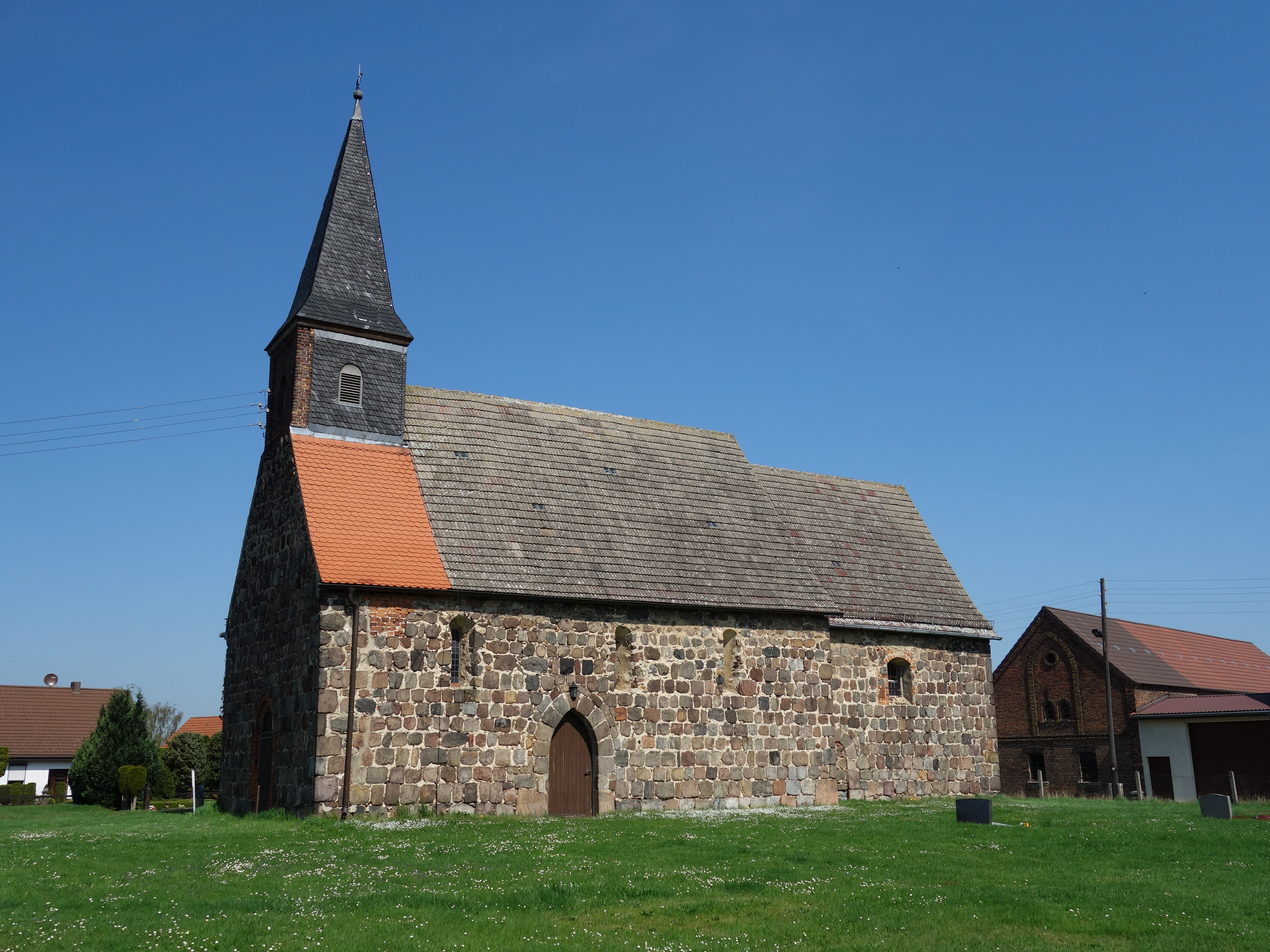
Dorpskerkje van Zeuden bij Lobbese, 13e-eeuws
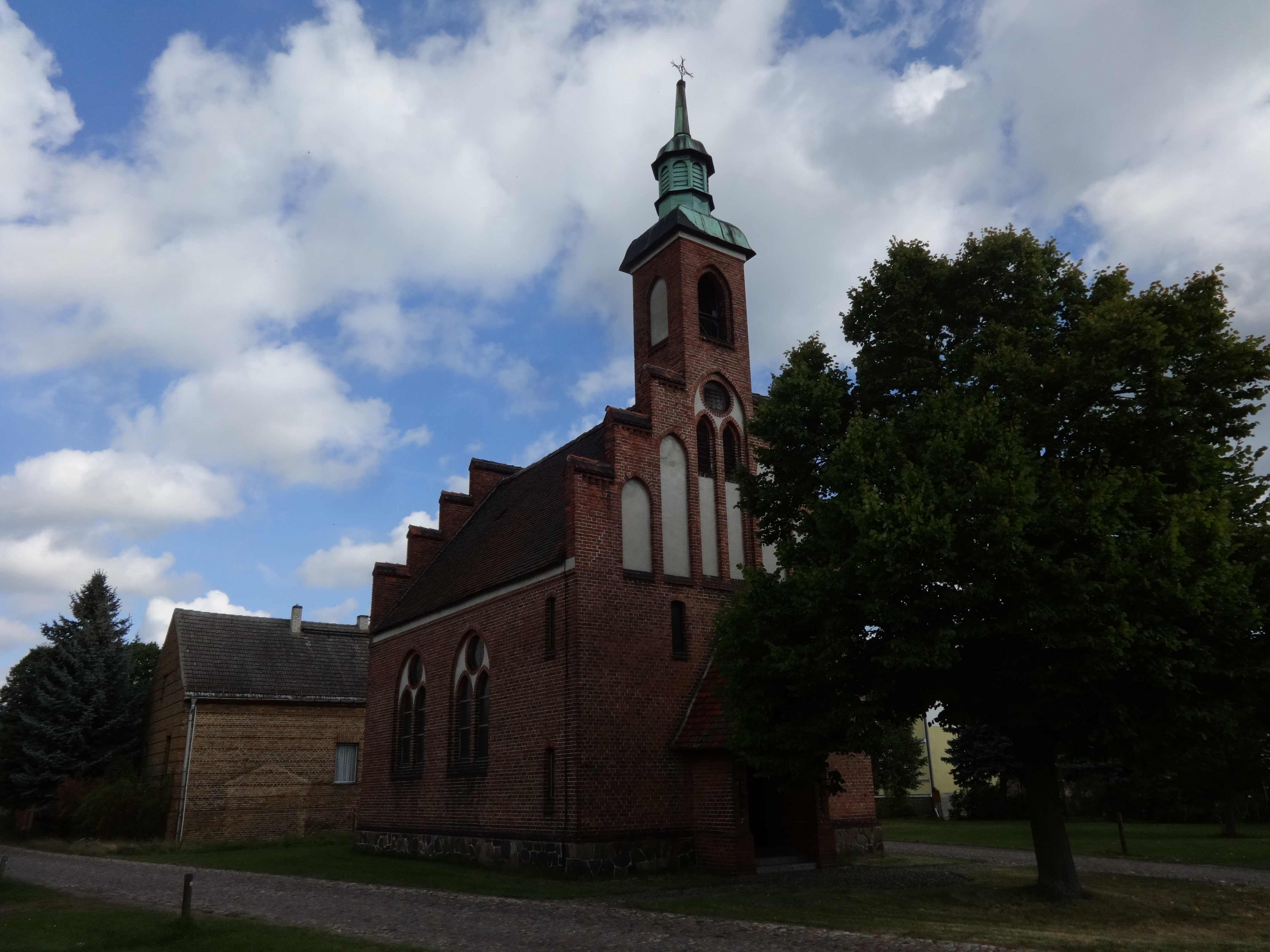
Dorpskerk van Lühsdorf (neogotisch, 1901)
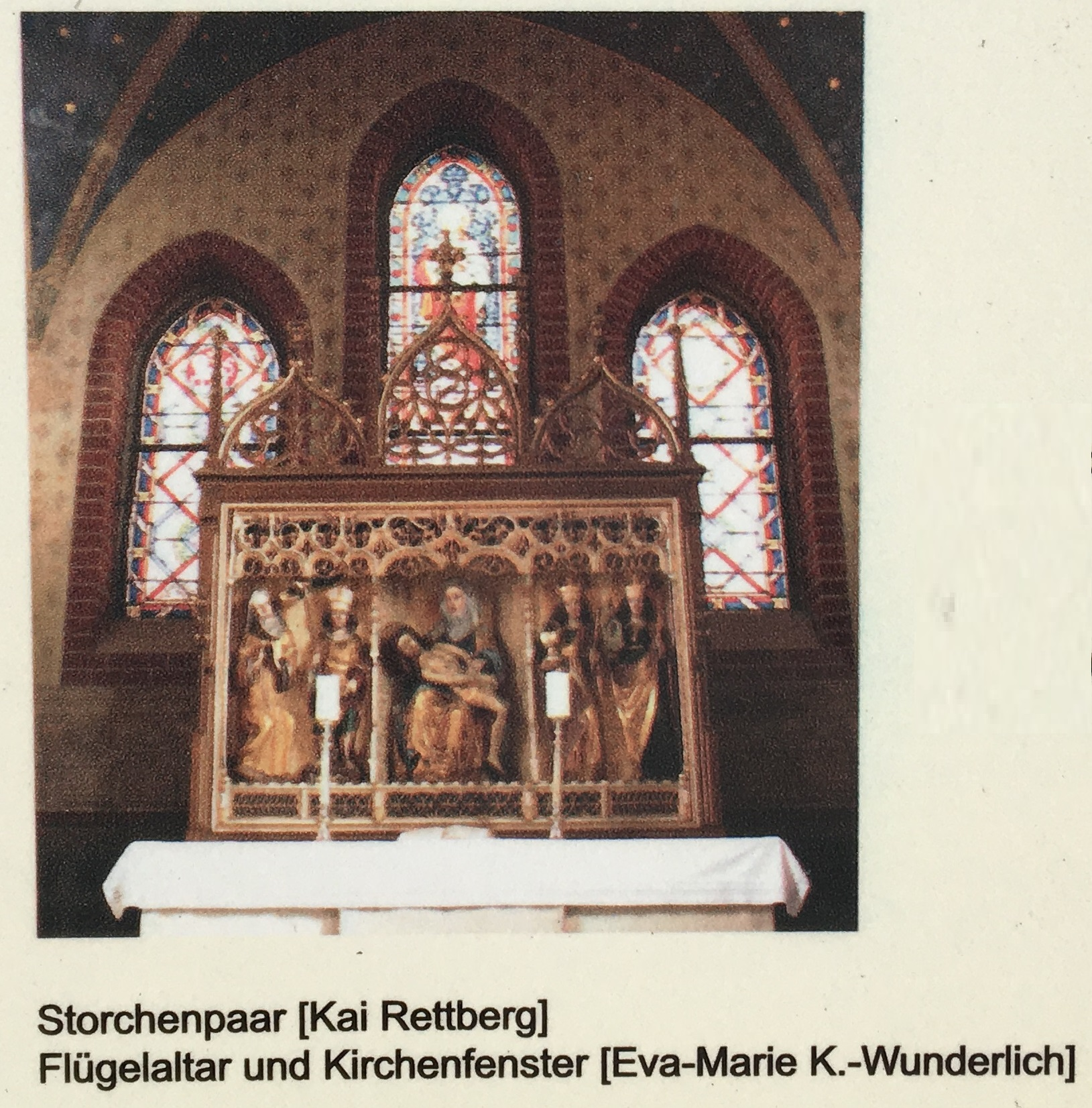
Altaarstuk met piëta uit 1480 in het neogotische kerkje van Niebel
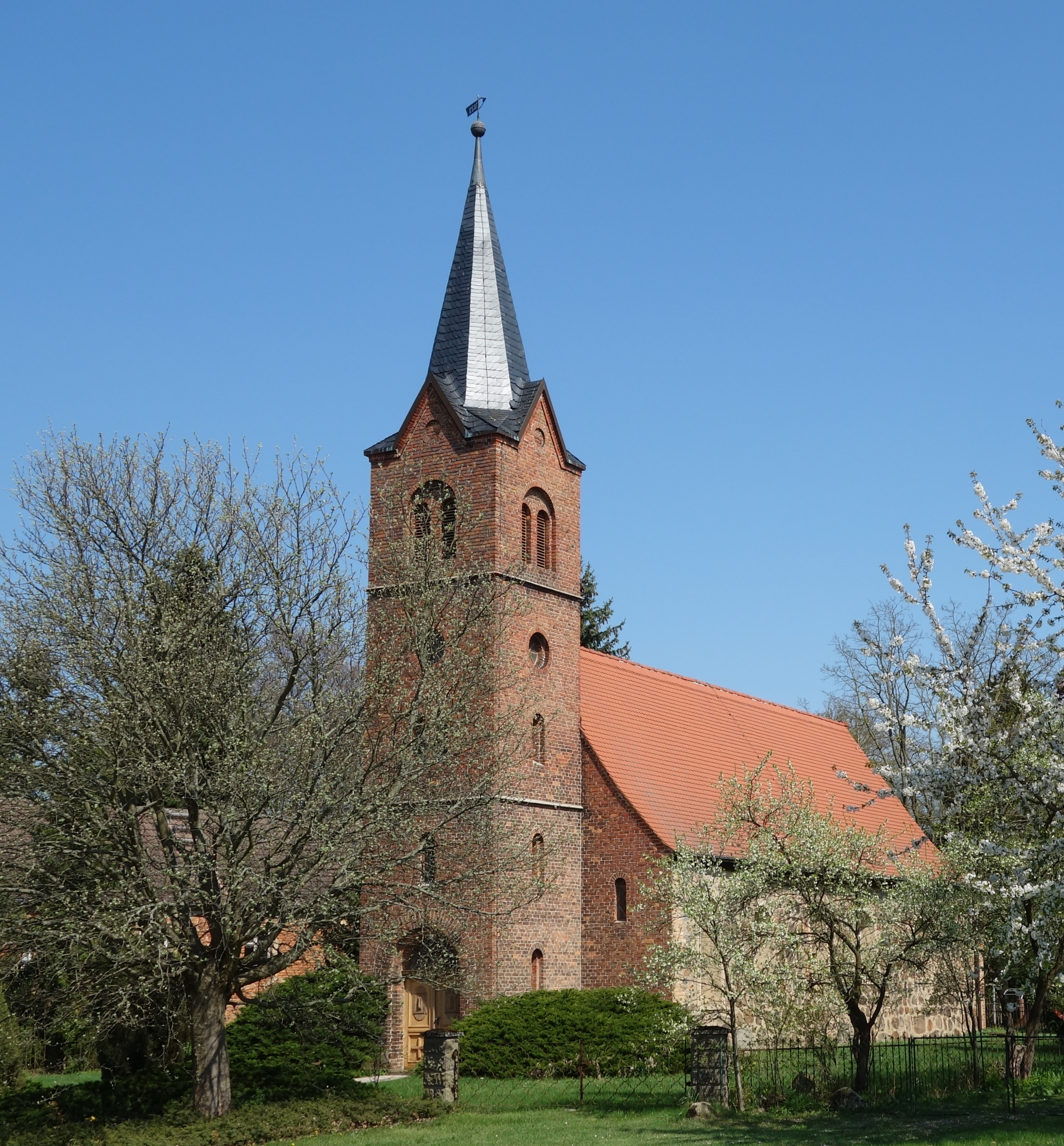
Dorpskerk te Rietz (13e eeuw; toren uit 1858)

### Overige

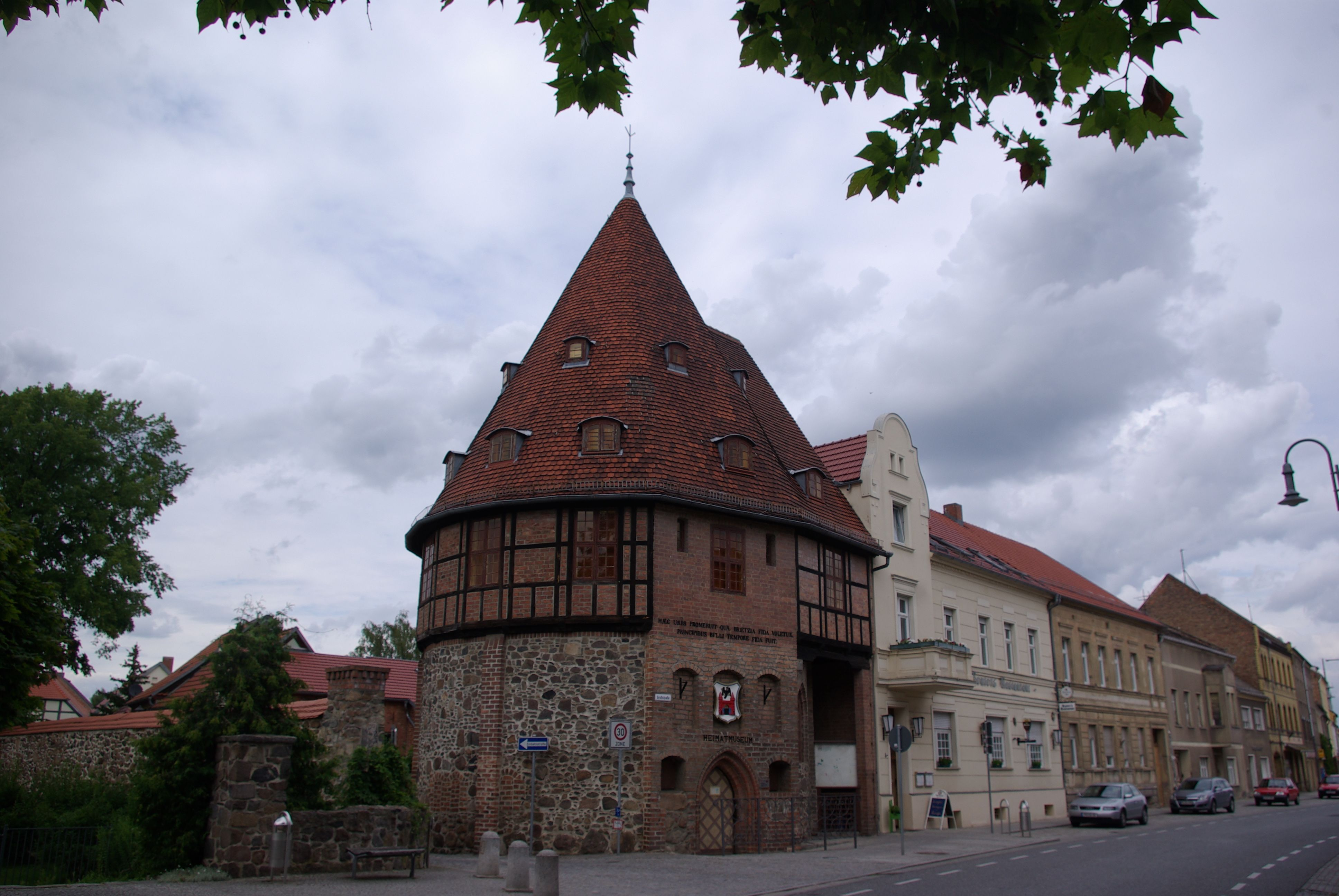
Heilige-Geestkapel, in gebruik als streekmuseum
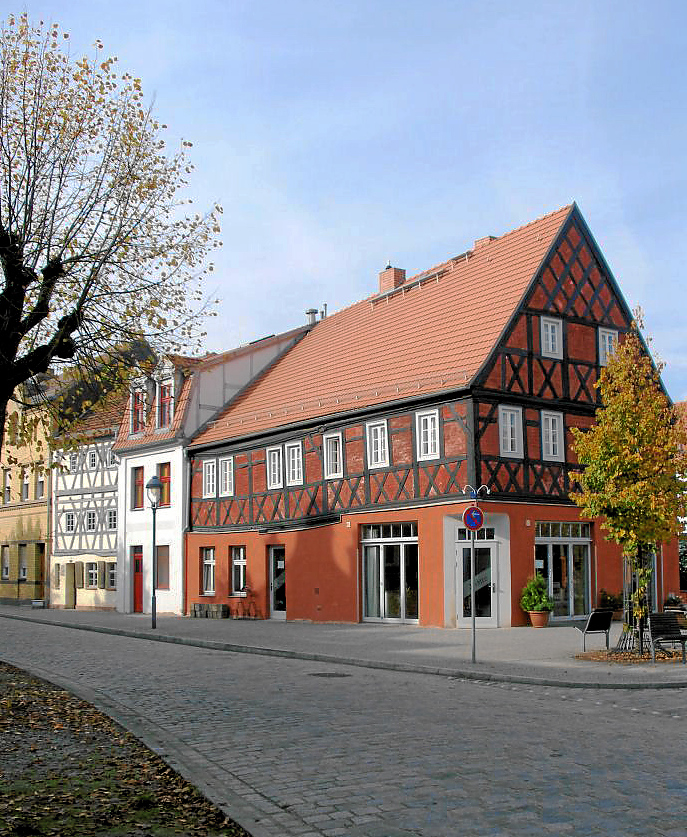
Vakwerkhuizen in de stadskern
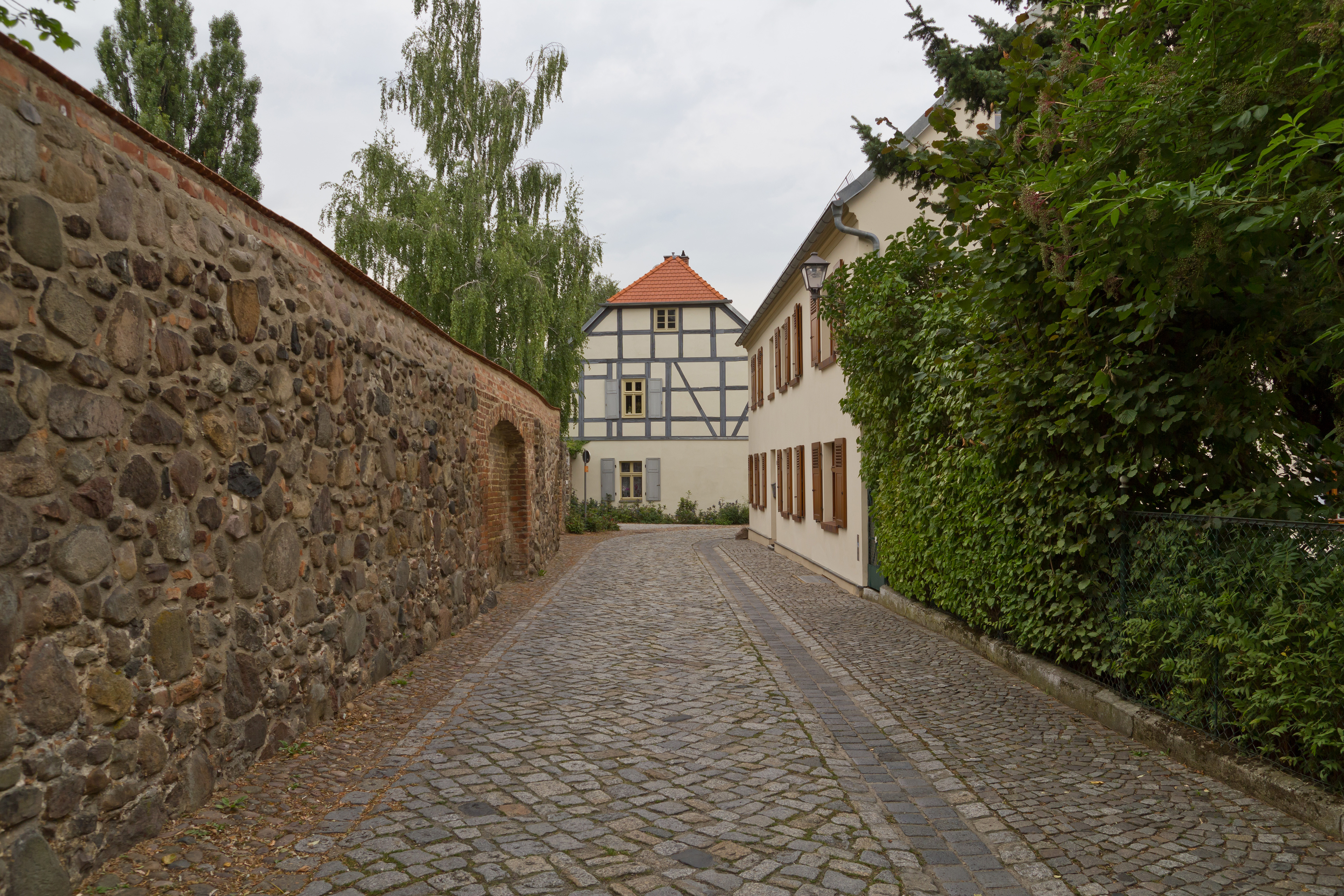
Restant van de middeleeuwse stadsmuur
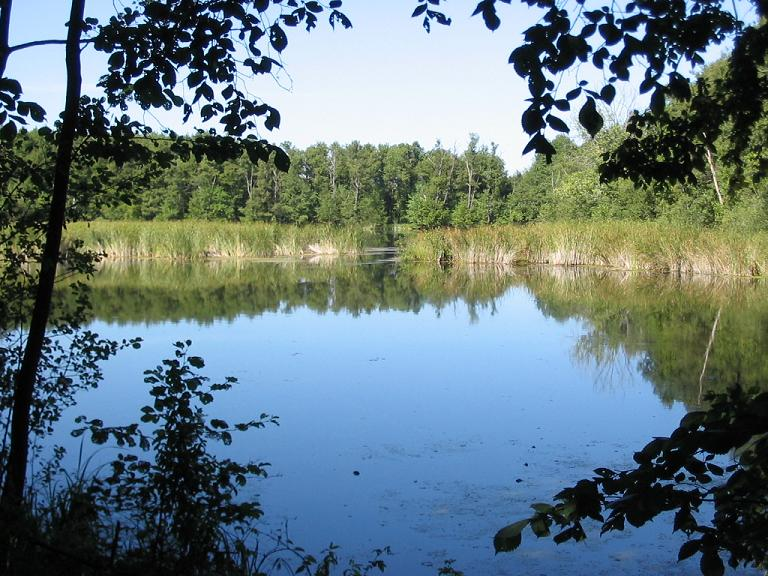
Meertje in het natuurreservaat Zarth
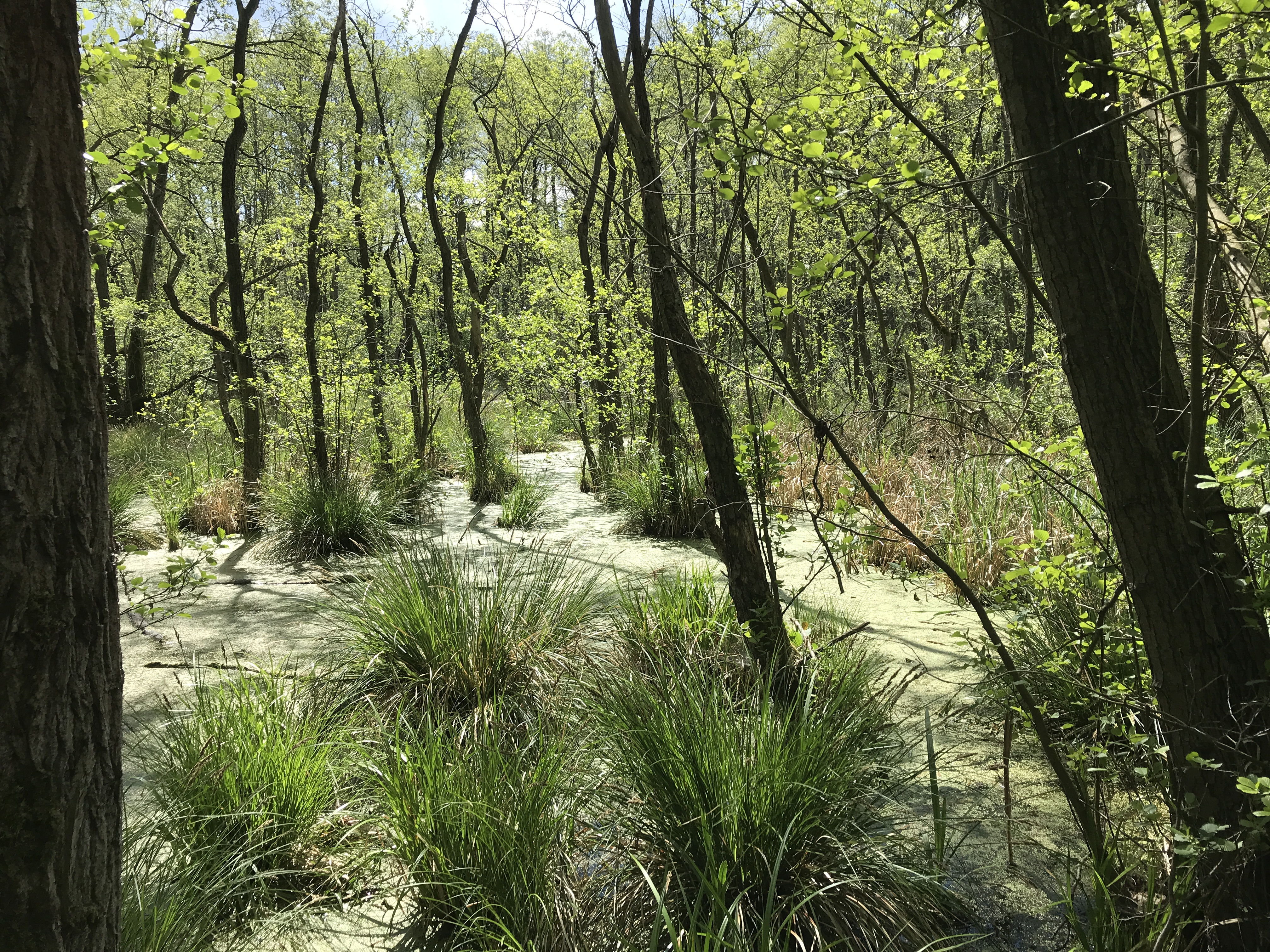
Moerasbos in dit gebied
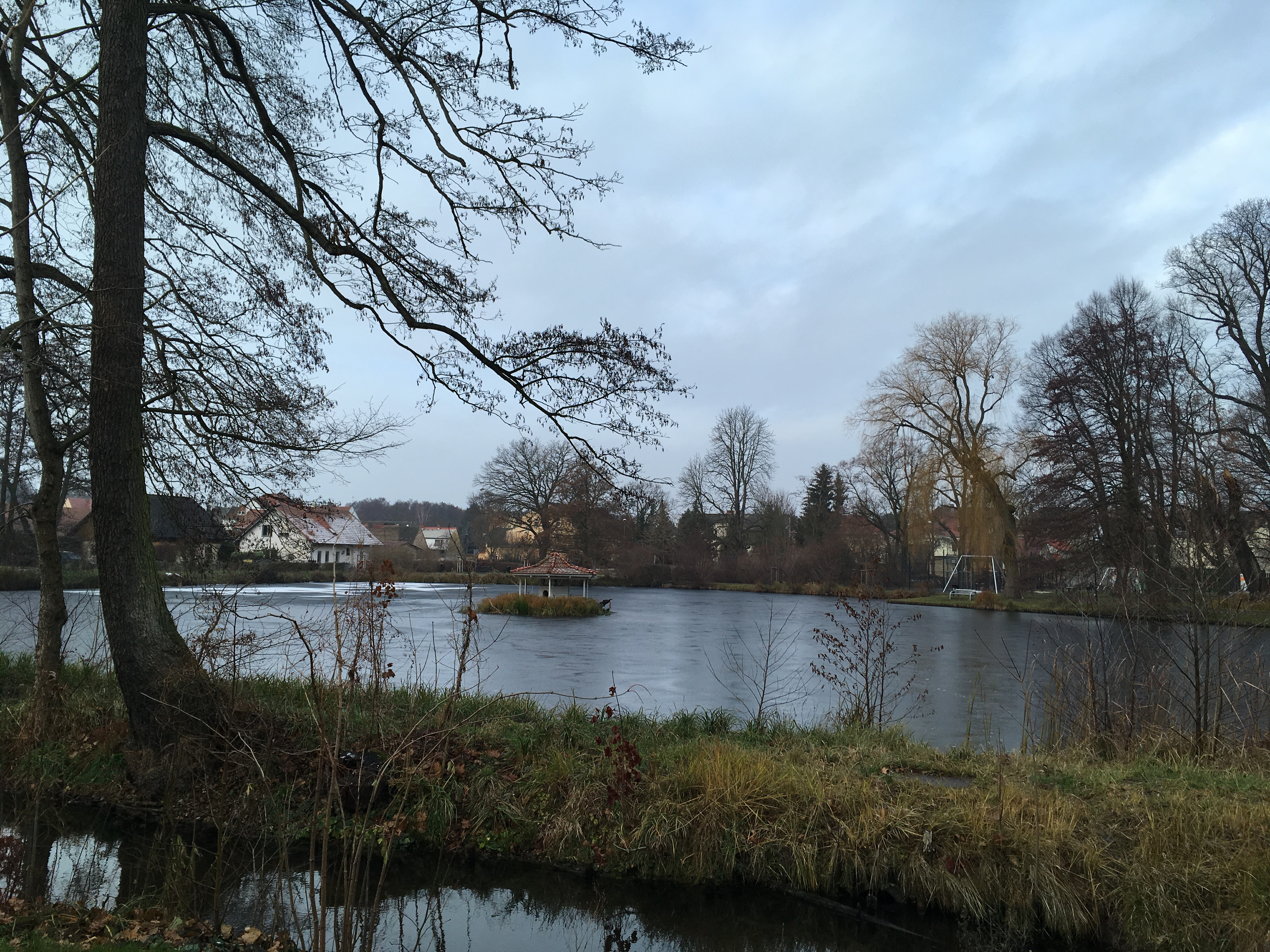
Stadspark ten zuiden van het centrum
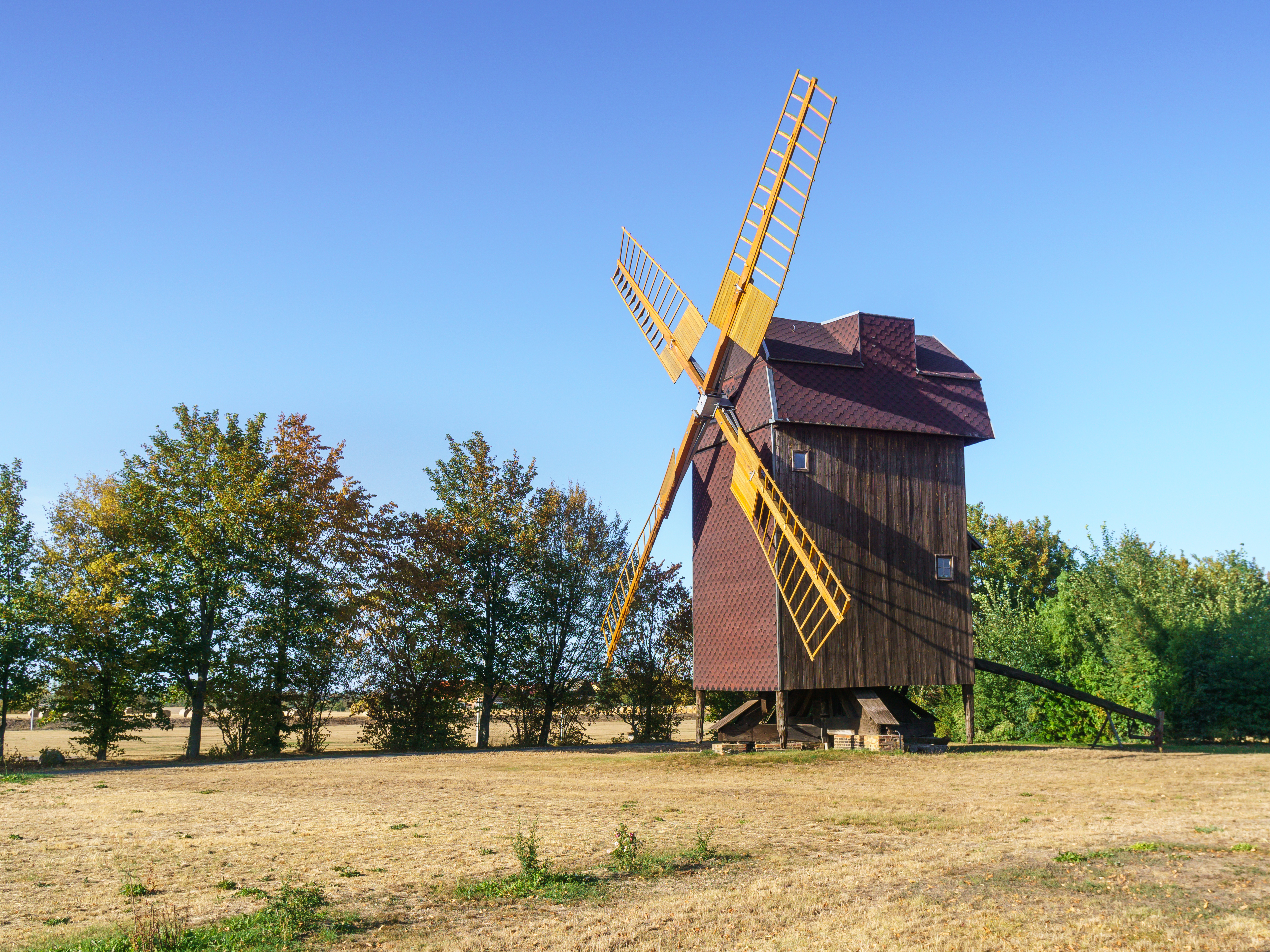
Standerdmolen (herbouwd 1991) bij Marzahna

## Geboren in Treuenbrietzen
- Christoph Nichelmann (1717-1762), klavecimbelspeler en componist
- Henry Maske (* 6 januari 1964), bokser (olympisch goud in 1988, middelgewicht)

## Demografie
- Ontwikkeling van de bevolking sinds 1875 binnen de huidige grenzen (blauwe lijn: Bevolking; stippellijn: Vergelijking van de ontwikkeling van de bevolking van de deelstaat Brandenburg, Grijze achtergrond: tijdens de nazi-regering, Rode achtergrond: tijdens de communistische regering)
- Recente ontwikkeling van de bevolking (blauwe lijn) en prognoses

| Jaar | Inwoners |
| ---- | -------- |
| 1875 | 9 422    |
| 1890 | 8 939    |
| 1910 | 9 226    |
| 1925 | 9 815    |
| 1939 | 12 239   |
| 1950 | 13 554   |
| 1964 | 11 114   |

| Jaar | Inwoners |
| ---- | -------- |
| 1971 | 10 961   |
| 1981 | 9 749    |
| 1985 | 9 626    |
| 1990 | 9 251    |
| 1995 | 9 240    |
| 2000 | 8 908    |
| 2005 | 8 475    |

| Jaar | Inwoners |
| ---- | -------- |
| 2010 | 7 776    |
| 2015 | 7 379    |
| 2016 | 7 460    |
| 2017 | 7 475    |
| 2018 | 7 405    |
| 2019 | 7 459    |
| 2020 | 7 423    |

Gegevensbronnen worden beschreven in de Wikimedia Commons..

## Partnergemeentes
Treuenbrietzen onderhoudt jumelages met:
- Nordwalde in de Kreis Steinfurt, Duitsland
- Chiaravalle, in de provincie Ancona in Italië.

## Trivia
Het standbeeldje van Sabinchen bij het stadhuis gaat terug op een door straatzangers gezongen  Moritat, met kreupelrijm, een lied dat oorspronkelijk uit 1849 dateert. Het gaat over een dienstmeisje met die naam, dat door een schoenmaker uit Treuenbrietzen verleid en vermoord wordt, waarnaast de dader ook Sabinchens mevrouw besteelt.  Een versie van de tekst, uit 1984, luidt:
Sabinchen war ein Frauenzimmer,

gar hold und tugendhaft.

Sie lebte treu und redlich immer

bei ihrer Dienstherrschaft.

Da kam aus Treuenbrietzen

ein junger Mann daher,

der wollte gern Sabinchen besitzen

und war ein Schuhmacher.

Sein Geld hat er versoffen

in Schnaps und auch in Bier.

Da kam er zu Sabinchen geloffen

und wollte welches von ihr.

Sie konnte ihm keins geben,

da stahl er auf der Stell

von ihrer guten Dienstherrschaft

sechs silberne Blechlöffel.

Jedoch nach achtzehn Wochen,

da kam der Diebstahl ’raus.

Da jagte man mit Schimpf und Schande

Sabinchen aus dem Haus.

Sie rief: „Verruchter Schuster,

du rabenschwarzer Hund!“

Da nahm er sein Rasiermesser

und schnitt ihr ab den Schlund.

Das Blut zum Himmel spritzte,

Sabinchen fiel gleich um.

Der böse Schuster aus Treuenbrietzen,

der stand um ihr herum.

In einem dunklen Keller,

bei Wasser und bei Brot,

da hat er endlich eingestanden

die grausige Moritot.

Moral von der Geschichte:

Trau keinem Schuster nicht!

Der Krug, der geht so lange zum Wasser,

bis daß der Henkel bricht.
In 1940 heeft de Nederlandse cabaretier Alex de Haas dit vers in het Nederlands bewerkt als Johanna, het meisje voor halve dagèn. In 1975 bracht Rijk de Gooyer dit liedje uit op een single, waar het enige weken in de Nederlandse Top 40 stond.
Bad Belzig ·
Beelitz ·
Beetzsee ·
Beetzseeheide ·
Bensdorf ·
Borkheide ·
Borkwalde ·
Brück ·
Buckautal ·
Golzow ·
Görzke ·
Gräben ·
Groß Kreutz (Havel) ·
Havelsee ·
Kleinmachnow ·
Kloster Lehnin ·
Linthe ·
Michendorf ·
Mühlenfließ ·
Niemegk ·
Nuthetal ·
Päwesin ·
Planebruch ·
Planetal ·
Rabenstein/Fläming ·
Rosenau ·
Roskow ·
Schwielowsee ·
Seddiner See ·
Stahnsdorf ·
Teltow ·
Treuenbrietzen ·
Wenzlow ·
Werder (Havel) ·
Wiesenburg/Mark ·
Wollin ·
Wusterwitz ·
Ziesar